# Ariosoma opistophthalmum
Ariosoma opistophthalmum és una espècie de peix pertanyent a la família dels còngrids.

## Descripció
- Pot arribar a fer 27,2 cm de llargària màxima.[2][3]

## Hàbitat
És un peix marí i batidemersal que viu entre 110 i 600 m de fondària.

## Distribució geogràfica
Es troba a l'Atlàntic sud-occidental: des de Bahia fins a Saõ Paulo (el Brasil).

## Observacions
És inofensiu per als humans.